# Kassena-Nankana
Le district de Kassena-Nankana  (officiellement Kassena-Nankana District, en Anglais) est l’un des 9 districts de la Région du Haut Ghana oriental au Ghana.

## Villes et villages du district
| - Biu - Bonia - Chiana - Choo - Gongnia | - Kanania - Kandiga-Atibabisi - Kaniga-Kurugu - Korania - Nakolo | - Natugnia Akumbisi - Navrongo - Nayagenia - Paga - Punyoro | - Sirigu-Guwonko - Tuo-Tan Gabisi - Upper Gaane - Vunania |

## Sources
- GhanaDistricts.com